# مونیکا میچالیک
مونیکا میچالیک (لهستانی: Monika Michalik; ۲ مهٔ ۱۹۸۰) کشتی‌گیر زن اهل لهستان است.
وی در مسابقات کشوری و بین‌المللی در مجموع برندهٔ ۱۵ مدال طلا، ۵ مدال نقره، ۷ مدال برنز شده‌است.